# Niguas
Los ácaros de la familia Trombiculidae son conocidos vulgarmente como niguas, piques o ácaros rojos.
Son parásitos obligados sólo en estado larvario, en el hombre y otros vertebrados: roedores, aves, anfibios y reptiles. Los adultos son de vida libre no siendo una molestia ni para personas ni para animales.
La consecuencia de este parasitismo se traduce en dermatitis más o menos serias, con intenso prurito y grandes molestias para los huéspedes.
Las otras etapas de su ciclo de vida, ninfa y adulto, son libres de hábitos predadores. En algunas regiones de la tierra causan una muy grave rickettsiasis o especie de tifus que se conoce con el nombre de "enfermedad del tsutsugamushi", "fiebre de los matorrales" o "fiebre fluvial del Japón".
Las picaduras son indoloras y pueden pasar inadvertidas al principio. Una vez asentadas en la piel se alimentan chupando líquidos celulares (no sangre).
Es entonces, pasadas una horas, cuando se desarrollan los síntomas de la infección que son:
- Una picazón intensa.
- Aparición de ronchas rojas parecidas a granos o urticaria.

Una erupción cutánea puede aparecer en las partes del cuerpo que estuvieron expuestas al sol y se puede detener donde la ropa interior se encuentra con la pierna. A menudo, esta es una clave de que la erupción se debe a las picaduras de niguas.
- Datos: Q6042925